# Olaf Pollack
Olaf Pollack (* 20. September 1973 in Räckelwitz) ist ein ehemaliger deutscher Radrennfahrer und späterer Sportlicher Leiter.

## Sportlicher Werdegang
Pollack startete seine Sportlerkarriere 1976 als Turner und übte diesen Sport bis 1983 aus. Anschließend wurde er Radrennfahrer. 1987 trat er in den RSC Cottbus ein und wurde in die dortige Sportschule aufgenommen. Zunächst konzentrierte er sich auf den Bahnradsport, ab 1995 verlegte er sich auf den Straßenradsport. Seinen ersten Meistertitel gewann er 1988 bei den DDR-Bahnmeisterschaften der Jugend in der Mannschaftsverfolgung.
1994 wurde Olaf Pollack in Palermo mit dem Bahnvierer des Bundes Deutscher Radfahrer Weltmeister in der Mannschaftsverfolgung, als er in den Vorläufen antrat. 1998 errang er den Europameistertitel im Omnium, und zwei Jahre später wurde Pollack erneut Weltmeister mit dem Bahn-Vierer und holte mit Andreas Kappes Bronze im Zweier-Mannschaftsfahren.
Im Jahr 2000 feierte Olaf Pollack den größten Erfolg seiner Karriere, als er bei den Olympischen Sommerspielen mit dem Bahn-Vierer die Goldmedaille für Deutschland gewann und für diesen Sieg – zusammen mit dem Bahn-Vierer – vom Bundespräsidenten Johannes Rau das Silberne Lorbeerblatt erhielt.
2007 errang er drei deutsche Vizemeistertitel, in der Einerverfolgung, der Mannschaftsverfolgung und im Madison und kehrte im August 2007 nach mehrjähriger Pause in die Bahn-Nationalmannschaft des Bundes Deutscher Radfahrer zurück. 2009 wurde er zweifacher Deutscher Meister, im Zweier-Mannschaftsfahren (mit Roger Kluge) sowie im Punktefahren. Gemeinsam mit Kluge wurde er zudem in Manchester Vize-Weltmeister im Zweier-Mannschaftsfahren, nahm mit ihm in dieser Disziplin an den Olympischen Spielen in Peking teil und belegte Rang fünf.
Pollack startete auch mehrfach bei Sechstagerennen und belegte mehrfach Podiumsplätze.
1997 schloss sich Pollack dem Straßenradsport-Team Agro-Adler Brandenburg an. Schon im selben Jahr feierte er seine ersten Profi-Erfolge, als er eine Etappe der Niedersachsen-Rundfahrt und zwei Tagesabschnitte beim Clásico RCN in Kolumbien gewann. Cottbus–Görlitz–Cottbus konnte er ebenfalls 1997 für sich entscheiden. Im Jahr darauf gelangen Pollack mit jeweils zwei Etappensiegen bei der Slowenien-Rundfahrt und bei der Olympia’s Tour vier Siege. Eine weitere Etappe der Niedersachsen-Rundfahrt konnte der Sprinter 1999 für sich entscheiden, als ihm auch der Gewinn einer Etappe der Friedensfahrt (61. Gesamtrang) gelang.
Zur Saison 2000 verließ Pollack das Agro-Adler-Team und wechselte zum Team Gerolsteiner. Bei diesem Team aus der Eifel konnte Pollack in seinem ersten Jahr drei weitere Etappensiege bei der Niedersachsen-Rundfahrt – darunter den Prolog – und den Gewinn der Sprintwertung feiern. Bei der Vodacom Rapport Toer in Südafrika, wo er eine Etappe und den Prolog für sich entschied, und bei der Tasmanien-Tour war Pollack weitere drei Mal siegreich. 2001 konnte Pollack mit Rund um die Nürnberger Altstadt ein weiteres Rennen in Deutschland für das Team Gerolsteiner gewinnen. Außerdem lag er in der Sprintwertung der Rheinland-Pfalz-Rundfahrt vorne. 2002 war Pollacks an Siegen gemessen erfolgreichstes Jahr, als er die Niedersachsen-Rundfahrt gewann und zudem das Sprinttrikot und zwei Etappensiege errang. Im selben Jahr siegte er auch auf Tagesabschnitten der Hessen-Rundfahrt, der Friedensfahrt und der Dänemark-Rundfahrt und entschied die Eintagesfahrt Groningen–Münster für sich.
2003 nahm Pollack, dessen Spezialitäten Sprints und kurze Zeitfahren waren, zum ersten und einzigen Mal an der Tour de France teil, die er nicht beendete, bei der er aber einen Etappensieg wegen eines Massensturzes kurz vor dem Zielstrich nur knapp verpasste. Siege gelangen ihm 2003 auf einer Etappe der Deutschland Tour und der Niedersachsen-Rundfahrt, ebenso gewann er die Sprintwertung der Bayern-Rundfahrt. Einen Etappensieg bei der Sachsen-Tour und mehrere Podestplätze beim Giro d’Italia sowie einen Tag im Rosa Trikot des Gesamtführenden fügte er 2004 seiner Erfolgsliste hinzu. Zur Saison 2005 verließ der Sprinter das Gerolsteiner-Team und wechselte zum T-Mobile Team. Beim Giro d’Italia 2006 fuhr er erneut einen Tag lang im Rosa Trikot des Gesamtführenden. Im gleichen Jahr gewann Pollack auch einen Abschnitt der Dänemark-Rundfahrt sowie zwei Etappen und die Sprinterwertung der erstmals ausgetragenen Kalifornien-Rundfahrt.
Nach zwei Jahren endete Pollacks Engagement beim T-Mobile-Team, und er unterschrieb für 2007 einen Vertrag bei Wiesenhof-Felt. Für seine neue Mannschaft holte er einen Etappensieg beim Critérium International und behielt zudem im Hauptrennen der Nienburger Citynacht die Oberhand. Nach der Auflösung des Wiesenhof-Teams unterschrieb er 2008 einen Ein-Jahres-Vertrag beim österreichischen Team Volksbank, für das er eine Etappe der Bayern-Rundfahrt gewann.
Olaf Pollack nahm insgesamt einmal an der Tour de France und viermal am Giro d’Italia teil.

## Dopinganschuldigung
2009 startete Pollack für den RSC Cottbus in Bahnrennen. Am 18. September 2009 wurde jedoch bekannt, dass Pollack bei einer Trainingskontrolle der NADA am 6. Juli 2009 positiv auf die Substanz Dynepo getestet worden war.
Das Ergebnis der B-Probe fiel negativ aus und bestätigte den Befund der A-Probe nicht, weswegen Pollack im folgenden Dopingverfahren auf unschuldig plädierte. Im April 2010 ließ Pollack, der inzwischen wegen einer Augenerkrankung seine Karriere beendet hatte, das Dopingverfahren einstellen, zog nicht vor ein unabhängiges Gericht und akzeptierte die vom Bundessport- und Schiedsgericht des Bundes Deutsches Radfahrer ausgesprochene Sperre bis September 2011. Pollack wurden seine beiden deutschen Meistertitel aus dem Jahre 2009 im Punktefahren und im Zweier-Mannschaftsfahren nachträglich aberkannt.

## Privates und Berufliches
Pollack ist verheiratet, hat zwei Töchter (* 2004, 2012) und einen Sohn (* 2010) und lebt in Kolkwitz bei Cottbus.
2013 wurde Pollack Sportlicher Leiter des Team Stuttgart und 2015 ist er neuer Sportdirektor der Bahnradsportveranstaltung Cottbuser Nächte.

## Erfolge
Straße
- 1997
  - 4. Etappe Niedersachsen-Rundfahrt
  - 5. und 6. Etappe Clásico RCN
- 1998
  - Prolog und 1. Etappe Tour of Slovenia
  - 9. und 11. Etappe Olympia’s Tour
- 1999
  - 6. Etappe Friedensfahrt
  - 5. Etappe Niedersachsen-Rundfahrt
- 2000
  - Prolog, 1., 2. Etappe und Sprintwertung Niedersachsen-Rundfahrt
  - Prolog und 8. Etappe Vodacom Rapport Toer
  - 2. Etappe Tasmanien-Tour
- 2001
  - Rund um die Nürnberger Altstadt
  - Sprintwertung Rheinland-Pfalz-Rundfahrt
- 2002
  - Gesamtwertung, 2. und 3. Etappe und Sprintwertung Niedersachsen-Rundfahrt
  - 1. Etappe Hessen-Rundfahrt
  - 1., 2. und 3. Etappe Friedensfahrt
  - 5. Etappe Dänemark-Rundfahrt
  - Groningen–Münster
- 2003
  - Sprintwertung Bayern-Rundfahrt
  - 7. Etappe Deutschland Tour
  - 5. Etappe Niedersachsen-Rundfahrt
- 2004
  - 2. Etappe Sachsen-Tour*2006
  - 4. Etappe Dänemark-Rundfahrt
  - 6. und 7. Etappe, Sprintwertung Kalifornien-Rundfahrt
- 2007
  - 1. Etappe Critérium International
- 2008
  - 2. Etappe Bayern-Rundfahrt

Bahn
- 1998
  -  Europameisterschaften, Omnium
- 1999
  -  Weltmeister Bahn-Vierer
  -  Weltmeisterschaften, Zweier-Mannschaftsfahren
- 2000
  -  Olympiasieger Bahnvierer
- 2007
  -  Deutsche Meisterschaften, Einerverfolgung
  -  Deutsche Meisterschaften, Mannschaftsverfolgung
  -  Deutsche Meisterschaften, Madison
- 2008
  -  Weltmeisterschaften, Zweier-Mannschaftsfahren